# Helene Whitney

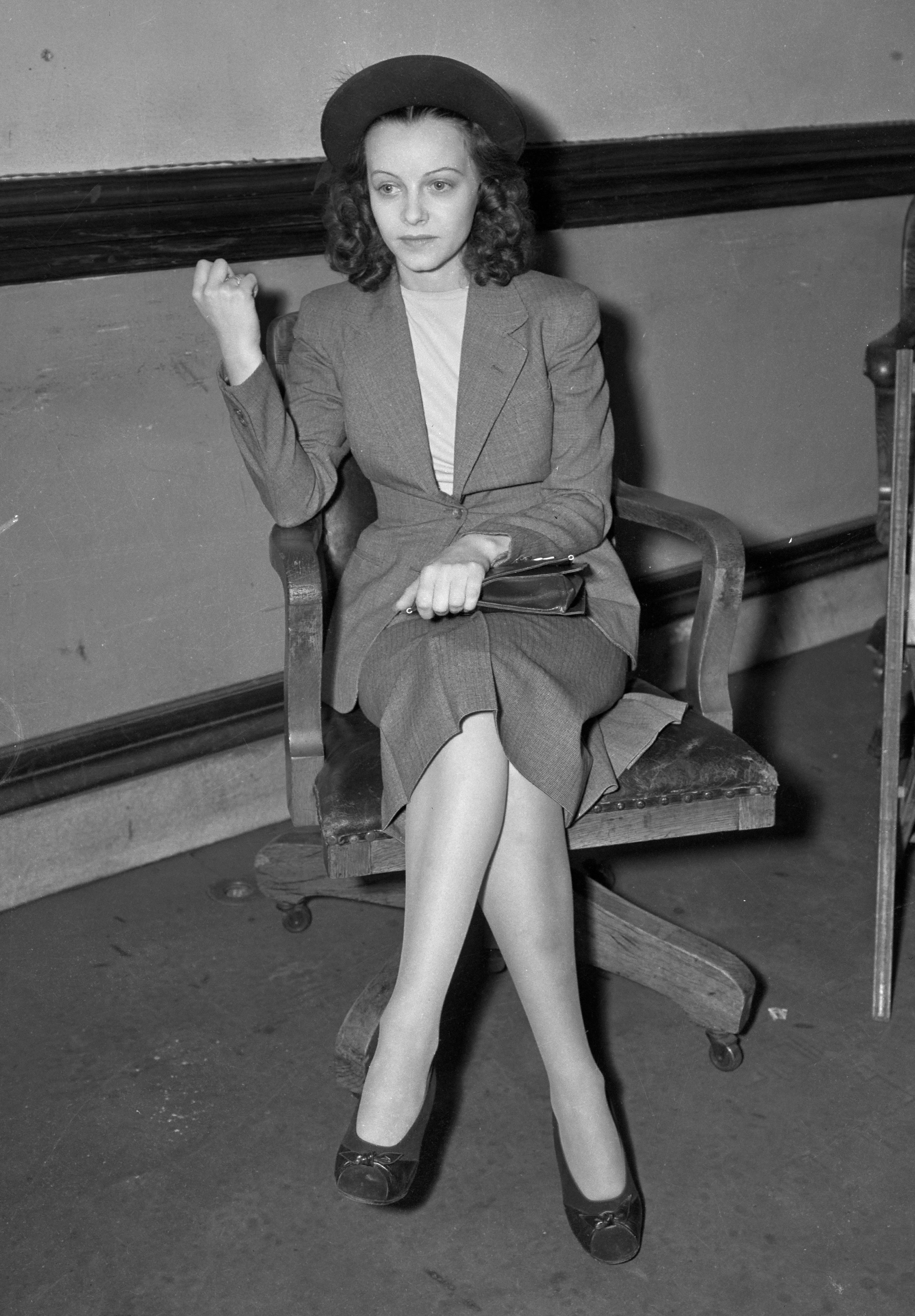
Helene Whitney in den 1930er Jahren in Los Angeles

Helene Whitney, auch bekannt als Helene Reynolds (* 8. Juli 1914 in Brüssel, Belgien; als Helene Fortesque; † 28. März 1990 in Washington, D.C.) war eine US-amerikanische Schauspielerin.
Von 1936 bis 1938 war sie mit J. Sargeant Reynolds verheiratet. Sie war vor allem in den 1940er Jahren aktiv.

## Filmografie
- 1939: Der Glöckner von Notre Dame (The Hunchback of Notre Dame)
- 1940: The Saint’s Double Trouble
- 1940: Millionaire Playboy
- 1940: Die Nacht vor der Hochzeit (The Philadelphia Story)
- 1941: Confirm or Deny
- 1942: Blue, White and Perfect
- 1942: Roxie Hart
- 1942: The Man Who Wouldn’t Die
- 1942: Nacht im Hafen (Moontide)
- 1942: Sechs Schicksale (Tales of Manhattan)
- 1942: Girl Trouble
- 1943: The Meanest Man in the World
- 1943: Dixie Dugan
- 1943: Ein himmlischer Sünder (Heaven Can Wait)
- 1943: Wintertime
- 1944: Bermuda Mystery
- 1945: The Front Page
- 1948: The Chevrolet Television Theatre (Fernsehserie)